# 長野県第2区
長野県第2区（ながのけんだい2く）は、日本の衆議院議員総選挙における選挙区。1994年（平成6年）の公職選挙法改正で設置。

## 区域
2013年（平成25年）公職選挙法改正以降の区域は以下のとおりである。
- 長野市（旧大岡村・豊野町・戸隠村・鬼無里村・信州新町・中条村域）
- 松本市
- 大町市
- 安曇野市
- 東筑摩郡
- 北安曇郡
- 上水内郡

1994年（平成6年）公職選挙法改正から2013年の小選挙区改定までの区域は以下のとおりである。
- 松本市
- 大町市
- 東筑摩郡
- 南安曇郡
- 北安曇郡
- 更級郡
  - 大岡村
- 上水内郡

## 歴史
長野県の北西部を選挙区に持つこの地域は2000年から下条みつと自由民主党の候補者の戦いが続いている。
民主党公認での下条の初出馬となった2000年の第42回衆議院議員総選挙は前回の新進党から自民党に移籍した村井仁に敗れたが、2003年の第43回衆議院議員総選挙は下条が雪辱を果たした。
2005年の第44回衆議院議員総選挙前に行われた郵政民営化法に対する投票で村井が反対票を投じた事で、自民党は村井の公認を認めずに新人の関谷理記を擁立したが結果は下条が大差で再選。その後村井は2006年の長野県知事選挙で田中康夫知事を降し、同知事選初の現職を破っての当選となった。 
関谷を擁立し大敗した自民党は2009年の第45回衆議院議員総選挙で務台俊介を擁立したが、またも下条に敗れた。
その務台は2012年の第46回衆議院議員総選挙に再び下条に挑み、比例復活も許さずに初当選し、2014年の第47回衆議院議員総選挙でも務台は下条に比例復活を許さず再選した。2017年の第48回衆議院議員総選挙では務台が平成28年台風第10号被災地での不適切な行動や、それを正当化した発言で批判に立たされ政務官を更迭されるなどの逆風もあり、希望の党公認で出馬した下条が務台を下し5年ぶりに返り咲いた（務台も比例で復活当選）。下条は続く2021年の第49回衆議院議員総選挙でも立憲民主党公認の野党統一候補として挑み、務台を破って当選した（務台も比例で復活当選）。第50回衆議院議員総選挙でも下条が勝利し、務台は比例復活もならず落選した。

## 小選挙区選出議員
| 選挙名                 | 年     | 当選者   | 党派       |
| ---------------------- | ------ | -------- | ---------- |
| 第41回衆議院議員総選挙 | 1996年 | 村井仁   | 新進党     |
| 第42回衆議院議員総選挙 | 2000年 | 村井仁   | 自由民主党 |
| 第43回衆議院議員総選挙 | 2003年 | 下条みつ | 民主党     |
| 第44回衆議院議員総選挙 | 2005年 | 下条みつ | 民主党     |
| 第45回衆議院議員総選挙 | 2009年 | 下条みつ | 民主党     |
| 第46回衆議院議員総選挙 | 2012年 | 務台俊介 | 自由民主党 |
| 第47回衆議院議員総選挙 | 2014年 | 務台俊介 | 自由民主党 |
| 第48回衆議院議員総選挙 | 2017年 | 下条みつ | 希望の党   |
| 第49回衆議院議員総選挙 | 2021年 | 下条みつ | 立憲民主党 |
| 第50回衆議院議員総選挙 | 2024年 | 下条みつ | 立憲民主党 |

## 選挙結果
時の内閣：第1次石破内閣 解散日：2024年10月9日 公示日：2024年10月15日
当日有権者数：37万6072人 最終投票率：55.96%（前回比：1.08%） （全国投票率：53.85%（2.08%））
| 当落 | 候補者名 | 年齢 | 所属党派     | 新旧 | 得票数   | 得票率 | 惜敗率 | 推薦・支持 | 重複 |
| ---- | -------- | ---- | ------------ | ---- | -------- | ------ | ------ | ---------- | ---- |
| 当   | 下条みつ | 68   | 立憲民主党   | 前   | 98,664票 | 48.39% | ――     |            | ○    |
|      | 務台俊介 | 68   | 自由民主党   | 前   | 54,265票 | 26.61% | 55.00% | 公明党推薦 | ○    |
|      | 手塚大輔 | 41   | 日本維新の会 | 新   | 50,961票 | 24.99% | 51.65% |            | ○    |

時の内閣：第1次岸田内閣 解散日：2021年10月14日 公示日：2021年10月19日
当日有権者数：38万2082人 最終投票率：57.04%（前回比：1.43%） （全国投票率：55.93%（2.25%））
| 当落 | 候補者名 | 年齢 | 所属党派     | 新旧 | 得票数    | 得票率 | 惜敗率 | 推薦・支持 | 重複 |
| ---- | -------- | ---- | ------------ | ---- | --------- | ------ | ------ | ---------- | ---- |
| 当   | 下条みつ | 65   | 立憲民主党   | 前   | 101,391票 | 47.52% | ――     |            | ○    |
| 比当 | 務台俊介 | 65   | 自由民主党   | 前   | 68,958票  | 32.32% | 68.01% | 公明党推薦 | ○    |
|      | 手塚大輔 | 38   | 日本維新の会 | 新   | 43,026票  | 20.16% | 42.44% |            | ○    |

時の内閣：第3次安倍第3次改造内閣 解散日：2017年9月28日 公示日：2017年10月10日
当日有権者数：38万8839人 最終投票率：58.47%（前回比：4.14%） （全国投票率：53.68%（1.02%））
| 当落 | 候補者名 | 年齢 | 所属党派     | 新旧 | 得票数   | 得票率 | 惜敗率 | 推薦・支持                   | 重複 |
| ---- | -------- | ---- | ------------ | ---- | -------- | ------ | ------ | ---------------------------- | ---- |
| 当   | 下条みつ | 61   | 希望の党     | 元   | 78,343票 | 35.47% | ――     | 民進党長野県総支部連合会推薦 | ○    |
| 比当 | 務台俊介 | 61   | 自由民主党   | 前   | 67,210票 | 30.43% | 85.79% | 公明党推薦                   | ○    |
|      | 中川博司 | 59   | 社会民主党   | 新   | 41,274票 | 18.68% | 52.68% |                              | ○    |
|      | 手塚大輔 | 34   | 日本維新の会 | 新   | 34,073票 | 15.42% | 43.49% |                              | ○    |

- 中川は2019年の長野県議会議員選挙（松本市・東筑摩郡選挙区）に無所属で立候補し当選。

時の内閣：第2次安倍改造内閣 解散日：2014年11月21日 公示日：2014年12月2日
当日有権者数：38万4529人 最終投票率：54.33%（前回比：8.43%） （全国投票率：52.66%（6.66%））
| 当落 | 候補者名 | 年齢 | 所属党派   | 新旧 | 得票数   | 得票率 | 惜敗率 | 推薦・支持 | 重複 |
| ---- | -------- | ---- | ---------- | ---- | -------- | ------ | ------ | ---------- | ---- |
| 当   | 務台俊介 | 58   | 自由民主党 | 前   | 75,718票 | 37.02% | ――     | 公明党推薦 | ○    |
|      | 下条みつ | 58   | 民主党     | 元   | 63,558票 | 31.08% | 83.94% |            | ○    |
|      | 百瀬智之 | 31   | 維新の党   | 前   | 41,232票 | 20.16% | 54.45% |            | ○    |
|      | 清沢達也 | 40   | 日本共産党 | 新   | 24,006票 | 11.74% | 31.70% |            |      |

- 長野県選挙管理委員会の資料による[4][5]。
- 百瀬は2015年の長野県議会議員選挙（松本市・東筑摩郡選挙区）に立候補し当選。

時の内閣：野田第3次改造内閣 解散日：2012年11月16日 公示日：2012年12月4日
当日有権者数：38万6742人 最終投票率：62.76%（前回比：11.71%） （全国投票率：59.32%（9.96%））
| 当落 | 候補者名 | 年齢 | 所属党派     | 新旧 | 得票数   | 得票率 | 惜敗率 | 推薦・支持 | 重複 |
| ---- | -------- | ---- | ------------ | ---- | -------- | ------ | ------ | ---------- | ---- |
| 当   | 務台俊介 | 56   | 自由民主党   | 新   | 93,092票 | 39.49% | ――     | 公明党推薦 | ○    |
|      | 下条みつ | 56   | 民主党       | 前   | 64,278票 | 27.27% | 69.05% |            | ○    |
| 比当 | 百瀬智之 | 29   | 日本維新の会 | 新   | 49,489票 | 20.99% | 53.16% |            | ○    |
|      | 北村正弘 | 50   | 日本共産党   | 新   | 26,626票 | 11.30% | 28.60% |            |      |
|      | 味岡淳二 | 53   | 幸福実現党   | 新   | 2,239票  | 0.95%  | 2.41%  |            |      |

- 長野県選挙管理委員会の資料による[6][7][8]。

時の内閣：麻生内閣 解散日：2009年7月21日 公示日：2009年8月18日
当日有権者数：38万7779人 最終投票率：74.47%（前回比：4.46%） （全国投票率：69.28%（1.77%））
| 当落 | 候補者名   | 年齢 | 所属党派   | 新旧 | 得票数    | 得票率 | 惜敗率 | 推薦・支持 | 重複 |
| ---- | ---------- | ---- | ---------- | ---- | --------- | ------ | ------ | ---------- | ---- |
| 当   | 下条みつ   | 53   | 民主党     | 前   | 158,666票 | 55.89% | ――     |            | ○    |
|      | 務台俊介   | 53   | 自由民主党 | 新   | 79,267票  | 27.92% | 49.96% | 公明党推薦 | ○    |
|      | 中川博司   | 51   | 社会民主党 | 新   | 18,603票  | 6.55%  | 11.72% |            | ○    |
|      | 岸野正明   | 43   | 日本共産党 | 新   | 18,529票  | 6.53%  | 11.68% |            |      |
|      | 上條昭太郎 | 37   | 無所属     | 新   | 6,682票   | 2.35%  | 4.21%  |            | ×    |
|      | 大槻穂奈美 | 53   | 幸福実現党 | 新   | 2,118票   | 0.75%  | 1.33%  |            |      |

時の内閣：第2次小泉改造内閣 解散日：2005年8月8日 公示日：2005年8月30日
当日有権者数：38万9698人 最終投票率：70.01%（前回比：4.01%） （全国投票率：67.51%（7.65%））
| 当落 | 候補者名   | 年齢 | 所属党派   | 新旧 | 得票数    | 得票率 | 惜敗率 | 推薦・支持 | 重複 |
| ---- | ---------- | ---- | ---------- | ---- | --------- | ------ | ------ | ---------- | ---- |
| 当   | 下条みつ   | 49   | 民主党     | 前   | 124,973票 | 46.74% | ――     |            | ○    |
|      | 関谷理記   | 37   | 自由民主党 | 新   | 86,735票  | 32.44% | 69.40% |            | ○    |
|      | 山口わか子 | 70   | 社会民主党 | 元   | 30,991票  | 11.59% | 24.80% |            | ○    |
|      | 岸野正明   | 39   | 日本共産党 | 新   | 17,081票  | 6.39%  | 13.67% |            |      |
|      | 東城日出子 | 34   | 無所属     | 新   | 7,591票   | 2.84%  | 6.07%  |            | ×    |

- 村井は郵政民営化法案に反対し解散で国政引退、のち長野県知事へ。

時の内閣：第1次小泉第2次改造内閣 解散日：2003年10月10日 公示日：2003年10月28日
当日有権者数：38万8988人 最終投票率：66.00%（前回比：0.5%） （全国投票率：59.86%（2.63%））
| 当落 | 候補者名   | 年齢 | 所属党派   | 新旧 | 得票数    | 得票率 | 惜敗率 | 推薦・支持 | 重複 |
| ---- | ---------- | ---- | ---------- | ---- | --------- | ------ | ------ | ---------- | ---- |
| 当   | 下条みつ   | 47   | 民主党     | 新   | 108,397票 | 43.01% | ――     |            | ○    |
| 比当 | 村井仁     | 66   | 自由民主党 | 前   | 98,756票  | 39.18% | 91.11% |            | ○    |
|      | 山口わか子 | 68   | 社会民主党 | 前   | 26,865票  | 10.66% | 24.78% |            | ○    |
|      | 清水啓司   | 51   | 日本共産党 | 新   | 18,038票  | 7.16%  | 16.64% |            |      |

時の内閣：第1次森内閣 解散日：2000年6月2日 公示日：2000年6月13日 最終投票率：66.50% （全国投票率：62.49%（2.84%））
| 当落 | 候補者名   | 年齢 | 所属党派   | 新旧 | 得票数   | 得票率 | 惜敗率 | 推薦・支持 | 重複 |
| ---- | ---------- | ---- | ---------- | ---- | -------- | ------ | ------ | ---------- | ---- |
| 当   | 村井仁     | 63   | 自由民主党 | 前   | 95,046票 | 37.99% | ――     |            | ○    |
|      | 下条みつ   | 44   | 民主党     | 新   | 81,710票 | 32.66% | 85.97% |            | ○    |
| 比当 | 山口わか子 | 65   | 社会民主党 | 新   | 45,584票 | 18.22% | 47.96% |            | ○    |
|      | 清水啓司   | 48   | 日本共産党 | 新   | 27,858票 | 11.13% | 29.31% |            |      |

時の内閣：第1次橋本内閣 解散日：1996年9月27日 公示日：1996年10月8日 （全国投票率：59.65%（8.11%））
| 当落 | 候補者名 | 年齢 | 所属党派   | 新旧 | 得票数    | 得票率 | 惜敗率 | 推薦・支持 | 重複 |
| ---- | -------- | ---- | ---------- | ---- | --------- | ------ | ------ | ---------- | ---- |
| 当   | 村井仁   | 59   | 新進党     | 前   | 122,483票 | 51.94% | ――     |            |      |
|      | 望月雄内 | 44   | 自由民主党 | 新   | 60,399票  | 25.61% | 49.31% |            | ○    |
| 比当 | 北沢清功 | 69   | 社会民主党 | 前   | 27,930票  | 11.84% | 22.80% |            | ○    |
|      | 清水啓司 | 55   | 日本共産党 | 新   | 24,990票  | 10.60% | 20.40% |            |      |